# Denis Leloup

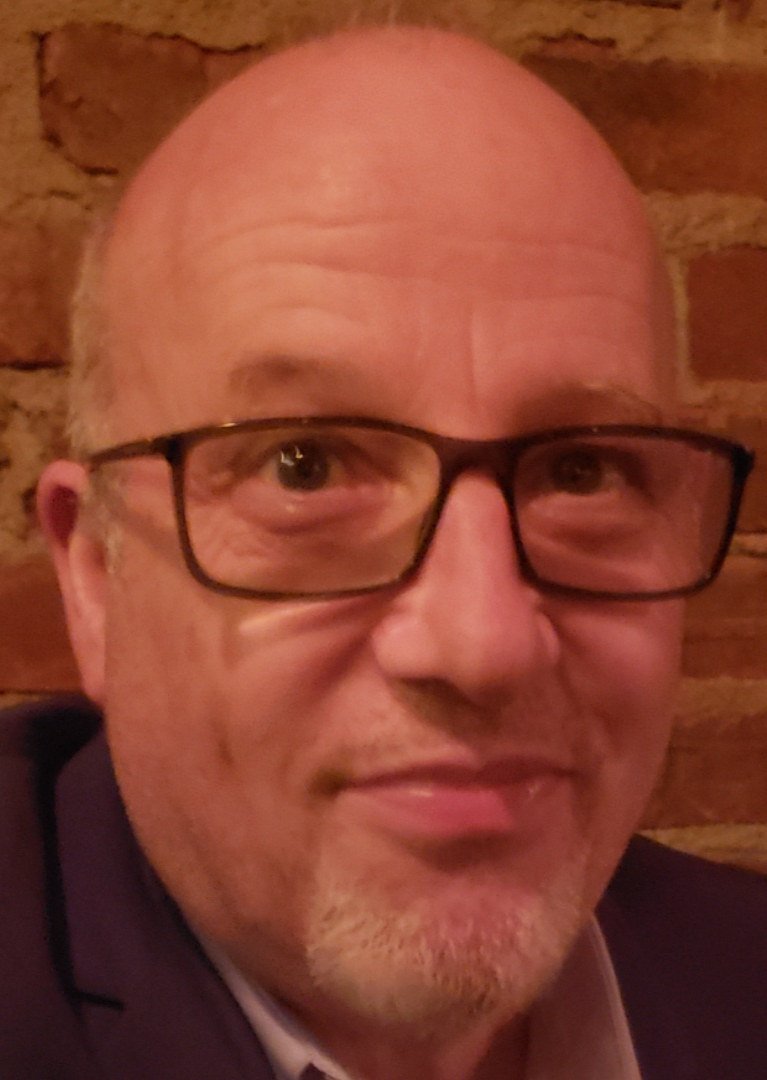
Denis Leloup

Denis Leloup (* 1962 in Paris) ist ein französischer Jazz-Posaunist und Komponist.
Leloup studierte am Konservatorium CNSMDP von Paris, wo er 1980 einen ersten Preis erhielt. Danach spielte er in verschiedenen französischen Bigbands, u. a. unter Leitung von Denis Badault, Laurent Cugny, Jean-Loup Longnon, Gérard Badini, Patrice Caratini („Caratini Jazz Ensemble“), François Jeanneau („Pandemonium“), Antoine Hervé und Martial Solal. Zwischen 1983 und 1986 spielte er bei Magma, unter anderem auf dem Album Merci von 1985. 1986 bis 1988 war er unter Jeanneau und Hervé Mitglied des Orchestre National de Jazz. Danach spielte er im Quintett „Blocs-Notes“ (für die er auch komponierte), im Quartett von Jean-Louis Chautemps, im Sextett von Hervé Sellin, im Quintett von Zool Fleischer, in „Réunion“ von Daniel Humair, „Agora“ von Jean-Marc Jafet, im „S.O.S. Quintet“ und im Sextett von Michel Petrucciani (Tournee 1997–1998, wo er Bob Brookmeyer ersetzte). Daneben spielte er mit Andy Emler, Riccardo Del Fra, Shelly Manne, Dizzy Gillespie, Woody Shaw, Kenny Wheeler, André Ceccarelli und Michel Legrand.
2002 bildete er ein Duo mit Zool Fleischer, mit dem er „Zooloop“ aufnahm. Er begleitet auch Dee Dee Bridgewater.